# Angelo Carosi
Angelo Carosi (Priverno, 20 gennaio 1964) è un ex siepista, mezzofondista e maratoneta italiano, medaglia d'argento ai campionati europei di Helsinki 1994 nei 3000 metri siepi, giungendo alle spalle dell'altro azzurro Alessandro Lambruschini.
Come molti mezzofondisti, ha prolungato la sua carriera ben oltre i 40 anni dedicandosi alla maratona, riuscendo ad ottenere ancora prestigiosi successi come la Maratona di Firenze del 2003. Vanta sette titoli nazionali assoluti conquistati nell'arco di 15 anni (dal 1989 al 2004) ed uno indoor

## Biografia
Oltre all'argento europeo del 1994, vanta un altri due argenti, sempre sui 3000 siepi, ai Giochi mondiali militari del 1995 ed in Coppa Europa nel 1996. Finalista ai Giochi olimpici di  Atlanta 1996 ove giunse 9º. Vanta anche 4 finali mondiali consecutive.
Il tempo di 8'38"40 ottenuto a Firenze nel 2004, a 40 anni compiuti, sui 3000 siepi, in occasione del suo 8º titolo italiano assoluto, gli è valso il primato del mondo della categoria master M40.

## Palmarès
| Anno | Manifestazione      | Sede      | Evento       | Risultato | Prestazione | Note |
| ---- | ------------------- | --------- | ------------ | --------- | ----------- | ---- |
| 1991 | Campionati mondiali | Tokyo     | 3000 m siepi | 7º        | 8'20"80     |      |
| 1993 | Campionati mondiali | Stoccarda | 3000 m siepi | 8º        | 8'23"42     |      |
| 1995 | Campionati mondiali | Göteborg  | 3000 m siepi | 5º        | 8'14"85     |      |
| 1997 | Campionati mondiali | Atene     | 3000 m siepi | 8º        | 8'16"01     |      |
| 1994 | Campionati europei  | Helsinki  | 3000 m siepi | Argento   | 8'23"53     |      |
| 1996 | Giochi olimpici     | Atlanta   | 3000 m siepi | 9º        | 8'29"66     |      |

## Altre competizioni internazionali
1995
- Argento ai Giochi mondiali militari ( Roma), 3000 m siepi - 8'18"85[4]

1995
- Argento in Coppa Europa ( Madrid), 3000 m siepi - 8'32"20[5]

1996
- Oro al Cross della Vallagarina - 28'37"

2000
- Oro alla Maratona di Firenze ( Firenze), maratona - 2h14"11

2003
- Oro alla Maratona di Firenze ( Firenze), maratona - 2h15"54

## Campionati nazionali
1986
- Bronzo ai campionati italiani assoluti, 3000 m siepi - 8'37"23

1989
- Oro ai Campionati nazionali italiani, 3000 m siepi - 8'33"33

1990
- Oro ai Campionati nazionali italiani indoor, 3000 m - 7'55"39

1991
- Oro ai Campionati nazionali italiani, 3000 m siepi - 8'39"15

1994
- Oro ai Campionati nazionali italiani, 5000 m - 13'50"22

1998
- Oro ai Campionati nazionali italiani, 5000 m - 13'41"02

2001
- Oro ai Campionati nazionali italiani, maratona - 2:12'46"

2003
- Oro ai Campionati nazionali italiani, maratona - 2:15'54"

2004
- Oro ai Campionati nazionali italiani, 3000 m siepi - 8'38"40  categoria Master M40

2005
- Argento ai campionati italiani di maratona - 2h14'45"